# Jochen Nieder-Schabbehard
Hans-Jochen Nieder-Schabbehard (* 1919 in Köln; † 2004) war ein deutscher Künstler und Werber.
Nach Stationen bei den Unterwäsche- und Dessous-Herstellern Felina und Schiesser war Nieder-Schabbehard von 1958 bis 1980 Werbeleiter der Kaufhof AG. In dieser Zeit prägte das Mitglied des Präsidialrat des Zentralausschusses der Werbewirtschaft die Werbung von kleinen und mittelständischen Unternehmen. Er übersetzte dafür unter anderem auch das Buch Wirkungsvolle Inserate für den Einzelhandel des amerikanischen Autors Morris L. Rosenblum aus dem Englischen ins Deutsche. Für diese Leistung wurde er als erster Preisträger mit der Dr. Kurt Neven DuMont Medaille ausgezeichnet. Nach seiner Zeit als Werber widmete der studierte Bildhauer seine Zeit wieder vornehmlich der Kunst. Er stellte Bilder, Lithografien und Holzschnitte her, die in zahlreichen Galerien und Ausstellungen präsentiert wurden.